# Белозёрцев, Эдуард Петрович
Эдуард Петрович Белозёрцев (род. 2 февраля 1970, Рудный, Кустанайская область) — советский и российский хоккеист, нападающий. Мастер спорта России. Тренер.

## Биография
Воспитанник горьковского «Торпедо». Выступал за команды «Сокол» Новочебоксарск (1987/88), «Торпедо» Горький — Нижний Новгород (1987/88, 1989/90 — 1992/93), «Кварц» Бор (1988/90 — 1991/92), «Торпедо-2» (1992/93), «Нефтехимик» Нижнекамск (1993/94 — 1995/96), «Мотор» Заволжье (1996/97), «Воронеж» (1997/98 — 1998/99).
Детский тренер в школах «Торпедо» (2011—2019), «Шторм» СПб (2019), «Динамо-Юниор» СПб (2019—2020), «Мотор» Заволжье (с 2020).